# إسحاق بيكمان
إسحاق بيكمان (بالإنجليزية: Isaac Beeckman) (10 ديسمبر 1588 - 19 مايو 1637) هو فيلسوف وعالم هولندي.

## روابط خارجية
- إسحاق بيكمان على موقع الموسوعة البريطانية (الإنجليزية)